# Îles de Brissago
Les deux îles de Brissago se trouvent près de la rive nord du lac Majeur, dans le canton du Tessin en Suisse, à la frontière avec l'Italie. Saint-Pancrace (Isola di San Pancrazio) ou Isola Grande, la plus grande, accueille un jardin botanique qui regroupe un grand nombre de plantes exotiques d'origine subtropicale et est accessible aux visiteurs par des lignes régulières de bateaux. La plus petite île, Saint-Apollinaire (Isola di Sant'Apollinare ou Isola dei Conigli) ou Isola Piccola, est protégée et non accessible. La taille totale des deux îles est de 0,03 km2 (3 hectares).

## Histoire
Sur la grande île ont été retrouvés des vestiges de l'époque romaine. Les îles servaient de refuge pour les premiers chrétiens à l'époque des persécutions, et au XIIIe siècle s'y installèrent les moines de l'ordre des Umiliati. Après la suppression de l'ordre, décidée en 1571 par le pape Pie V, les îles restèrent inhabitées.
En 1885, la baronne russe Antoinette Tzikos de Saint-Léger et son époux Richard Fleming, un banquier irlandais, achetèrent les îles de Brissago qui étaient alors recouvertes d'une végétation indigène clairsemée et hébergeaient les ruines d'un ancien couvent. Après avoir rebâti le couvent, ils transformèrent la grande île en un jardin exotique en acquérant des plantes de tous les continents. Le lieu devint le centre d’une intense activité culturelle où se rencontraient toutes sortes d'artistes tels que peintres, sculpteurs, musiciens et écrivains.
En 1897, le baron abandonna les îles et sa femme et se rendit à Naples.
En 1927, acculée par des difficultés financières, la baronne vendit la propriété à un riche commerçant hambourgeois, Max Emden (1874-1940). Il y construisit alors la villa actuelle de style néoclassique sur une ancienne demeure du XVIIe siècle en faisant appel à l'architecte berlinois Alfred Breslauer (de). Il renforça la culture des plantes exotiques et construisit également la darse et un bain romain.
Après son départ de l'île, la baronne Antoinette survécut à la charge de l'aide sociale dans l'ancienne petite localité d'Intragna au Tessin où elle décéda le 24 janvier 1948. Sa dépouille fut ensuite transférée sur la Grande île le 12 août 1972.
En 1949, les héritiers de Max Emden décidèrent de vendre les îles et firent une offre au Canton du Tessin. Celui-ci, ainsi que les communes d'Ascona, Brissago, Ronco s/Ascona, la Ligue Suisse du patrimoine national (aujourd'hui Patrimoine Suisse) et la Ligue Suisse pour la protection de la nature (aujourd'hui Pro Natura) joignirent leurs efforts et achetèrent les îles et leurs bâtiments. Le contrat d'achat signé, le 2 septembre 1949, précisait avec clairvoyance que « les îles et les bâtiments seront destinés uniquement à des buts de conservation et de vulgarisation des beautés naturelles, à des buts culturels scientifiques et touristiques ».
Sur l'île de Saint-Apollinaire, on retrouve quelques ruines d'une petite église romane dédiée à saint Apollinaire, construite au XIIe siècle sur quelques vestiges romains.
La villa Emden est aujourd'hui reconvertie en hôtel-restaurant.

## Jardin botanique

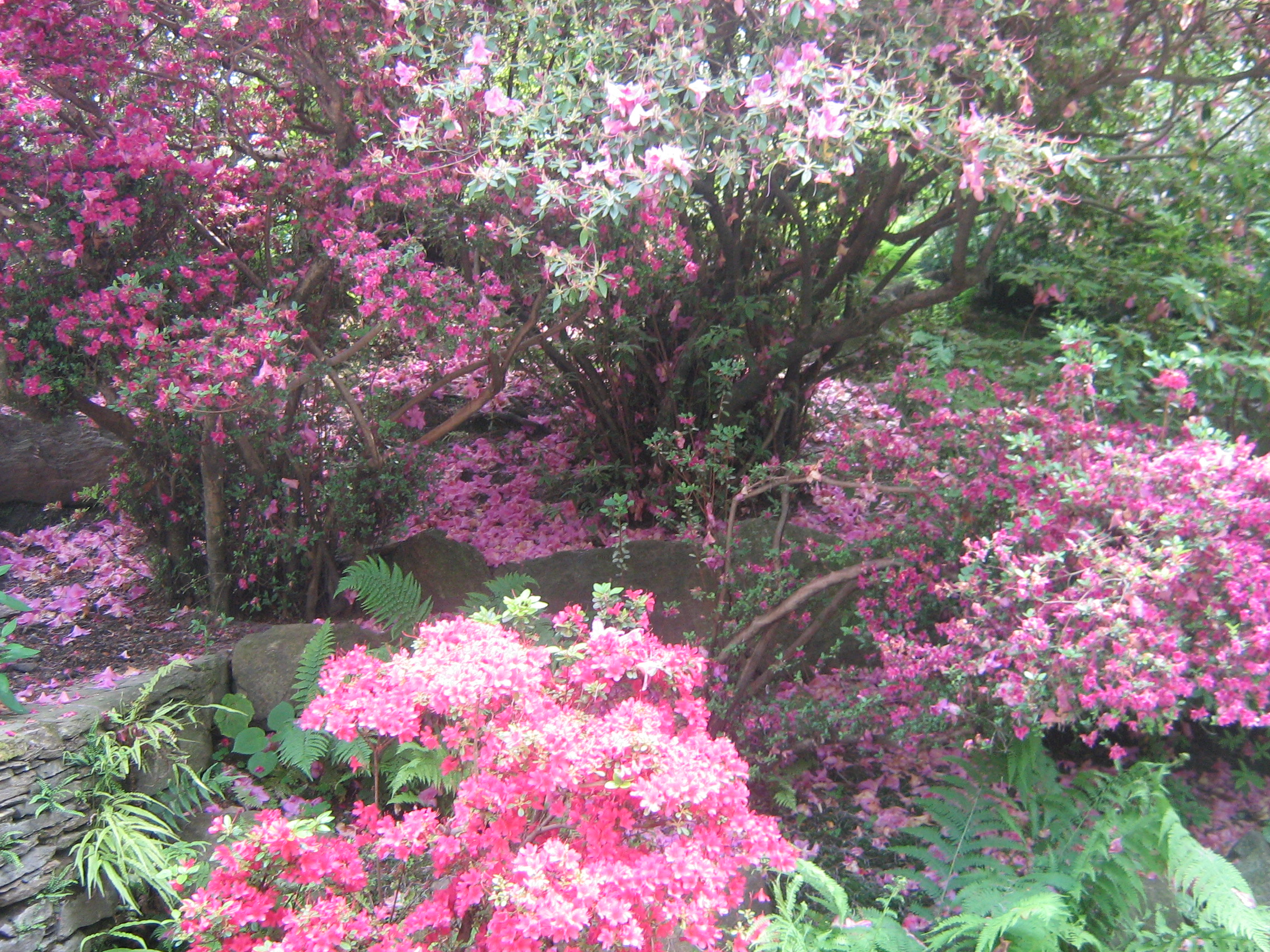
Les azalées en fleurs.

Le jardin botanique regroupe un très grand nombre de plantes exotiques d'origine subtropicale, provenant d'endroits aussi divers que la Méditerranée, la Chine, la Corée, le Japon, l'Afrique, l'Amérique du Nord, centrale et du Sud, l'Australie et quelques îles d'Océanie. Toutes ces plantes regroupées en un endroit se développent notamment grâce au climat insubrien.
Le jardin botanique fut ouvert au public le dimanche des Rameaux 2 avril 1950.